# Восточна (станиця)
Восточна — станиця в Усть-Лабинському районі Краснодарського краю, утворює Восточне сільське поселення.
Станиця розташована в верхів'ях річки Кірпілі, у степовій зоні. На заході межує зі станицею Кирпільською. Місто Усть-Лабинськ знаходиться за 16 км південно-західніше, найближча залізнична станція — в станиці Ладозької за 10 км південно-східніше.
До складу Восточного сільського поселення входить одна станиця Восточна.